# Tomi Saarinen
Tomi Saarinen (* 5. Juli 1999) ist ein finnischer Volleyballspieler.

## Karriere
Saarinen spielte in seiner Jugend zunächst Volleyball und Fußball, bevor er sich für Volleyball entschied. Er begann seine Karriere 2015 bei Raision Loimu. In der Saison 2016/17 spielte der Zuspieler mit dem Verein im CEV-Pokal. In der heimischen Liga wurde Loimu 2022 Sechster und 2023 Vierter. In der Saison 2023/24 erreichte der Verein das nationale Pokalfinale. Im Frühjahr 2024 wurde Saarinen erstmals in die A-Nationalmannschaft berufen.
Für die Saison 2024/25 wurde der Zuspieler vom deutschen Bundesligisten SWD Powervolleys Düren verpflichtet. Im DVV-Pokal 2024/25 unterlagen die Dürener mit 2:3 im Finale gegen die Berlin Recycling Volleys. Anschließend mussten sie sich in den Bundesliga-Playoffs wie im Vorjahr im Viertelfinale gegen den VfB Friedrichshafen geschlagen geben. Anschließend wechselte Saarinen zum Bundesliga-Aufsteiger Barock Volleys MTV Ludwigsburg.